# Aldebrando Subissati
Aldebrando Subissati  (* 30. April 1606 in Fossombrone in der Region Marken; † 20. August 1677 ebenda) war ein italienischer Komponist und Violinist des Barock.

## Leben
Aldebrando Subissati begann 1621 seine Laufbahn als Violinist in Rom, wo er Mitglied der „capella musicale“ der Basilika Santa Maria Maggiore war. Weitere Positionen bekleidete er an der Kirche von San Luigi dei Francesi (1634–1641), am Theater des Palazzo Barberini (1639), auch wurde er 1640 als virtuoso im Palast des Pietro Della Valle erwähnt. In den Jahren 1645 bis 1654 war er am königlichen Hof von Johann II. Kasimir in Warschau tätig. Anhand der Gehaltsliste, war er 1652 mit 1440 Gulden (florenóv) der bestbezahlte Musiker der polnischen Hofkapelle. Danach weilte er im deutschen Sprachraum, diente zeitweise Kaiser Leopold I. und bewegte sich in Rom, im Umfeld der Königin Christina von Schweden. Seine letzten zehn Lebensmonate verbrachte Subissati im Hause der Donna Faustina bei Fossombre.

## Werk
Bekannt wurde von Subissati das einzige bisher gefundene Manuskript, welches in den Jahren 1675 bis 1676 entstand, mit 20 Sonaten für Violine und B.c. unter dem Titel „Il primo libro delle sonate di violino del Signor Aldebrando Subissati sonator famosissimo“. Die Sonaten sind vom Typus der Kirchensonaten. Von Interesse ist, dass man sie größtenteils anhand ihrer Bezeichnungen den einzelnen Tagen im liturgischen Jahr zuordnen kann. Inventarlisten des Karmeliterklosters zu Krakau erwähnen weitere Kompositionen Subissatis, darunter "Airs" für 2 Violinen und eine Solosonate, die aber verschollen sind.
Einige Sonaten mit ihren Titeln
- Nr. 3 Nativitas Gloriosa
- Nr. 4 Capriccio
- Nr. 5 Si Mans eritis
- Nr. 6 Preludio, Ballo
- Nr. 7 Ave Virgo
- Nr. 8 Sacra Spina
- Nr. 9 Bonum Certamen
- Nr. 10 Crucis Vox
- Nr. 11 Domine mi Rex
- Nr. 12 Exortum
- Nr. 15 Domine ostende
- Nr. 17 Ut audiant
- Nr. 18 Medicinam